# NGC 6211
NGC 6211 é uma galáxia lenticular (SB0) localizada na direcção da constelação de Draco. Possui uma declinação de +57° 47' 02" e uma ascensão recta de 16 horas, 41 minutos e 27,6 segundos.
A galáxia NGC 6211 foi descoberta em 25 de Junho de 1887 por Lewis A. Swift.